# 拓跋祿官
拓跋祿官（？—307年），中國西晉時期鮮卑索頭部首領，294年至307年在位，是南北朝時期北魏皇帝的先祖。其父為拓跋力微，拓跋沙漠汗、拓跋悉鹿、拓跋綽皆為其兄弟。
294年，前任首領即祿官之侄拓跋弗去世，祿官因此繼位。295年，祿官繼位後將國土為三部：由自己統治東部；祿官之侄，即沙漠汗之子拓跋猗㐌統治中部；而沙漠汗另一子，猗㐌之弟拓跋猗盧統治西部。《魏書·序記》記載自力微以來，因為與西晉和好，所以此時「百姓乂安，財畜富實，控弦騎士四十餘萬。」
307年祿官去世，因猗㐌已於305年去世，因此猗盧便合併三部。
北魏道武帝拓跋珪稱帝時，將祿官追諡為昭皇帝。
後代有拓跋頹。